# Ulrik Lind
Ulrik Lind (født i 1973) har siden 2008 været målmandstræner i Vejle Boldklub.

## Profil
Lind har tidligere været aktiv målmand i Odense Boldklub og Dalum IF, men indstillede karrieren i 2005.
Lind er en moderne målmandstræner. Hans arbejdsmetode indeholder blandt andet coaching med henblik på at gøre målmændene i Vejle Boldklub til deres egne trænere, hvorfor en del af træningen finder sted i mødelokalerne. Linds coaching handler om, at spillerne selv skal holde fokus på deres målsætninger og lære at forberede sig mentalt til forskellige opgaver.
Principperne bag træningsmetoderne har Ulrik Lind delvist selv udviklet og delvist hentet hos den tidligere landsholdsmålmand Lars Høgh.